# Sergio Roberto Livingstone
Sergio Roberto Livingstone Pohlhammer (26 de març de 1920 - 11 de setembre de 2012) fou un futbolista xilè que va formar part de l'equip xilè a la Copa del Món de 1950.

## Referències

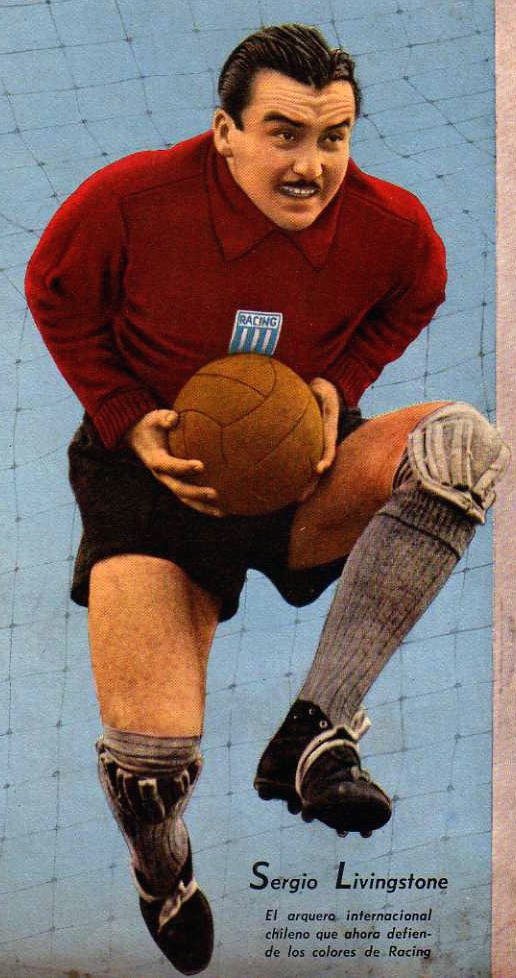
Livingstone amb la samarreta de Racing Club.